# 馬場征男
馬場 征男（ばば ゆきお、1938年9月25日-  ）は、日本の経営者。藤田観光社長を務めた。東京都出身。

## 来歴・人物
1961年に早稲田大学商学部を卒業し、同年4月に藤田観光に入社した。1993年3月に取締役に就任し、1997年3月に常務を経て、2001年3月に副社長に就任し、2002年3月には社長に昇格した。2004年3月には相談役に就任。